# Garzón
Pour les articles homonymes, voir Garzon.
Garzón est une municipalité située dans le département de Huila, en Colombie.